# Ferdinand Tönne
Ferdinand Tönne (* 27. Februar 1904 in Velmede im Sauerland; † 11. Dezember 2003 in Bigge) war ein westfälischer Heimatautor und -funktionär. 

## Leben
Tönne wuchs in Bestwig auf, besuchte ab 1918 eine Präparandie (Ausbildungsstätte) für Volksschullehrer und schloss sein Studium 1924 ab. Es folgte ein kurzes Volontariat in einem Düsseldorfer Büro, dann die Rückkehr ins Elternhaus. Da er wie viele Junglehrer seiner Generation nicht in den Staatsdienst übernommen wurde, musste er seinen Lebensunterhalt mit Nachhilfestunden und als Hausierer von Rauchwaren, Süßigkeiten und Spielwaren bestreiten. Daneben arbeitete er journalistisch für Tageszeitungen und an Projekten wie der Konzeption eines Rechenbuchs. 1925 war er ein Jahr lang als Generalsekretär des Sauerländer Heimatbunds tätig. Anschließend arbeitete er im katholischen Josefsheim in Bigge mit körperbehinderten jungen Menschen, bevor er 1932 eine Stelle als Lehrer an der Volksschule des Josefsheims erhielt. Parallel zu seiner Lehrertätigkeit lernte er Schriftsetzer. Im weiteren Verlauf erhielt er das Rektorat der Schule, an der er in dieser Funktion bis zu seiner Pensionierung 1969 tätig blieb.
Tönne war Autor zahlreicher Aufsätze in regionalen Zeitungen und Zeitschriften. Zusammen mit Theodor Tochtrop und Bernhard Göbel gab er sauerländische Schulbücher, Sagen, eine Grimme- und Koch-Auswahl heraus. Als Verfasser, Herausgeber oder Mitarbeiter verantwortete er zahlreiche Buchveröffentlichungen. Die meisten erschienen zwischen 1940 und 1960, die der Sauerländer Heimatautor und Autorenporträtist Dietmar Rost 1990 als „seine fruchtbarste Zeit“ bezeichnete.
Er war mit zahlreichen Sauerländer Schriftstellern, Malern und Heimatforschern bekannt.

## Ehrungen
- 1996: Ehrenmitgliedschaft im Sauerländer Heimatbund